# Angelo Martha
Angelo Martha (Ámsterdam, Países Bajos, 29 de abril de 1982) es un futbolista internacional con la selección de Curazao y juega actualmente para el SV Spakenburgo de la Tercera división del fútbol neerlandés.

## Clubes
| Club            | País         | Año           |
| --------------- | ------------ | ------------- |
| SC Cambuur      | Países Bajos | 2002-2004     |
| MVV Maastricht  | Países Bajos | 2004-2006     |
| ADO Den Haag    | Países Bajos | 2006-2007     |
| Willem II       | Países Bajos | 2007-2009     |
| FC Den Bosch    | Países Bajos | 2009-2010     |
| AGOVV Apeldoorn | Países Bajos | 2010-2011     |
| SV Spakenburgo  | Países Bajos | 2012-presente |

## Carrera internacional
En 2008 es llamado por primera vez a la selección mayor de Curazao para disputar la Clasificación de Concacaf para la Copa Mundial de Fútbol de 2010 desde ese entonces Angelo Martha ha conseguido un total de 7 apariciones con la selección caribeña.